# Live at Hull
Live at Hull es el undécimo álbum en directo del grupo británico The Who, publicado por la compañía discográfica Geffen Records en noviembre de 2012. El álbum, grabado en el City Hall de Hull, Inglaterra durante la gira de promoción de Tommy, fue publicado originalmente en la reedición de Live at Leeds en abril de 2012 con motivo del 40.º aniversario de su lanzamiento original. La primera intención del grupo fue publicar el concierto ofrecido en Hull como el primer álbum en directo de The Who, pero varios problemas técnicos, incluyendo la ausencia del bajo de John Entwistle en cuatro canciones, obligaron a utilizar el concierto de la universidad de Leeds, ofrecido un día antes del de Hull, para el álbum.
En noviembre de 2012, Live at Hull fue publicado como doble CD de forma separada a la edición de coleccionista de Live at Leeds y alcanzó el puesto 68 en la lista británica UK Albums Chart.

## Lista de canciones
Todas las canciones escritas y compuestas por Pete Townshend excepto donde se anota. 
| Disco uno |                                                    |          |  |
| N.º       | Título                                             | Duración |  |
| 1.        | «Heaven and Hell» (John Entwistle)                 | 5:09     |  |
| 2.        | «I Can’t Explain»                                  | 2:26     |  |
| 3.        | «Fortune Teller» (Naomi Neville)                   | 3:22     |  |
| 4.        | «Tattoo»                                           | 3:00     |  |
| 5.        | «Young Man Blues» (Mose Allison)                   | 5:56     |  |
| 6.        | «Substitute»                                       | 3:04     |  |
| 7.        | «Happy Jack»                                       | 2:13     |  |
| 8.        | «I’m a Boy»                                        | 2:45     |  |
| 9.        | «A Quick One, While He’s Away»                     | 8:51     |  |
| 10.       | «Summertime Blues» (Jerry Capehart, Eddie Cochran) | 3:34     |  |
| 11.       | «Shakin’ All Over» (Johnny Kidd)                   | 4:34     |  |
| 12.       | «My Generation»                                    | 15:24    |  |

| Disco dos: Tommy |                                                   |          |  |
| N.º              | Título                                            | Duración |  |
| 1.               | «Overture»                                        | 6:53     |  |
| 2.               | «It’s a Boy»                                      | 0:31     |  |
| 3.               | «1921»                                            | 2:26     |  |
| 4.               | «Amazing Journey»                                 | 3:18     |  |
| 5.               | «Sparks»                                          | 4:23     |  |
| 6.               | «Eyesight to the Blind» (Sonny Boy Williamson II) | 1:58     |  |
| 7.               | «Christmas»                                       | 3:19     |  |
| 8.               | «The Acid Queen»                                  | 3:35     |  |
| 9.               | «Pinball Wizard»                                  | 2:25     |  |
| 10.              | «Do You Think It’s Alright?»                      | 0:22     |  |
| 11.              | «Fiddle About» (Entwistle)                        | 1:13     |  |
| 12.              | «Tommy, Can You Hear Me?»                         | 0:55     |  |
| 13.              | «There’s a Doctor»                                | 0:23     |  |
| 14.              | «Go to the Mirror!»                               | 3:24     |  |
| 15.              | «Smash The Mirror»                                | 1:19     |  |
| 16.              | «Miracle Cure»                                    | 0:13     |  |
| 17.              | «Sally Simpson»                                   | 4:01     |  |
| 18.              | «I’m Free»                                        | 2:39     |  |
| 19.              | «Tommy’s Holiday Camp» (Keith Moon)               | 1:00     |  |
| 20.              | «We’re Not Gonna Take It»                         | 8:48     |  |

## Personal
- Roger Daltrey: voz, armónica y pandereta
- Pete Townshend: guitarra y voz
- John Entwistle: bajo y voz
- Keith Moon: batería y percusión